# Tetragonula bengalensis
Tetragonula bengalensis är en biart som först beskrevs av Cameron 1897.  Tetragonula bengalensis ingår i släktet Tetragonula, och familjen långtungebin. Inga underarter finns listade.

## Utseende
Ett litet bi, med en kroppslängd omkring 3,5 mm, och en vinglängd på närmare 4 mm. Kroppen är mörk med bruna ben, bruna käkar med svarta spetsar, och fyra längsgående hårband på mellankroppen.

## Ekologi
Släktet Tetragonula tillhör de gaddlösa bina, ett tribus (Meliponini) av sociala bin som saknar fungerande gadd. De har dock kraftiga käkar, och kan bitas ordentligt. Boet skyddas aggressivt av arbetarna.

## Utbredning
Arten finns i Indien (delstaterna Uttar Pradesh och Västbengalen samt unionsterritoriet Puducherry).